# Hahnenbeek
Der Hahnenbeek ist ein etwa 4 km langer Bach im Landkreis Wolfenbüttel, der östlich von Bornum und südlich von Groß Biewende entspringt und westlich von Bornum in die Alte Ilse mündet.

## Geographie
Der Bach entspringt in der Feldmark etwa 2,6 km östlich von Bornum am Nordhang des Klotzbergs als ein überwiegend tief eingeschnittener, geradliniger Feldbach, der im Sommer häufig trockenfällt. Im Ortsbereich von Bornum verläuft er teilweise in einer Betonsohle. Westlich des Ortes strebt er geradlinig auf den früheren Verlauf der Ilse zu, knickt nach Norden und mündet etwa bei der Querung der Kreisstraße 27 zwischen Bornum und Dorstadt in die Alte Ilse.